# خوان مانويل روكا
خوان مانويل روكا (مواليد سنة 1946، ميديلين) (بالإسبانية: Juan Manuel Roca)‏ شاعر وأديب كولومبي.
من بين ما صدر له في الشعر: «ذاكرة الماء» (1973)، و«كتاب الفروسية» (1979)، و«بلدٌ سريٌّ» (1987)، و«صيدلية الملاك» (1995)، و«شِجارُ الحالم» (2002)، و«فرضية لا أحد» (2005)، و«وصايا» (2008)، و«الوجوه الثلاثة للقمر» (الصورة، 2013).

## روابط خارجية
- صفحة خوان مانويل روكا على موقع goodreads.com